# Lost Highway (álbum)
Lost Highway é o décimo álbum de estúdio da banda americana Bon Jovi, lançado em 6 de junho de 2007 nos Estados Unidos e posteriormente em outros países do mundo.
No fim de 2006, após o término da turnê Have a Nice Day, Jon Bon Jovi anunciou que a banda pretendia lançar um álbum no estilo country rock no primeiro semestre de 2007.
Bon Jovi, em um show no Hard Rock Café, em Los Angeles no fim de 2006, apresentou a música "Lost Highway" e decidiu que esse seria o nome do novo álbum.[carece de fontes?]

## Faixas
1. "Lost Highway" (Jon Bon Jovi, Richie Sambora, John Shanks) - 4:14
2. "Summertime" (Jon Bon Jovi, Sambora, Shanks) - 3:18
3. "(You Want to) Make a Memory" (Jon Bon Jovi, Sambora, Desmond Child) - 4:37
4. "Whole Lot of Leavin'" (Jon Bon Jovi, Shanks) - 4:17
5. "We Got It Going On" (Jon Bon Jovi, Sambora, Big & Rich) - 4:13
6. "Any Other Day" (Jon Bon Jovi, Sambora, Gordie Sampson) - 4:03
7. "Seat Next to You" (Jon Bon Jovi, Sambora, Hillary Lindsey) - 4:23
8. "Everybody's Broken" (Jon Bon Jovi, Billy Falcon) - 4:13
9. "Till We Ain't Strangers Anymore" (Jon Bon Jovi, Sambora, Brett James) - 4:44
10. "The Last Night" (Jon Bon Jovi, Sambora, Shanks) - 3:33
11. "One Step Closer" (Jon Bon Jovi, Sambora, Shanks) - 3:37
12. "I Love This Town" (Jon Bon Jovi, Sambora, Falcon) - 4:38
13. "Lonely" (Jon Bon Jovi, Child, Daryl Brown) - 3:55 (apenas alguns países)
14. "Put the Boy Back in Cowboy" (Jon Bon Jovi) - 3:59 (apenas Japão)
15. Hallelujah

- A faixa "Lost Highway" pode ser ouvida no trailer da nova comédia estrelada por John Travolta. "Wild Hogs", e "We Got It Going" foi escolhida pelo canal de esportes ESPN como tema da Liga de Futebol de Arena de 2007.

## Formação
- Jon Bon Jovi - vocal principal, guitarra acústica
- Richie Sambora - guitarra, vocal de apoio
- Tico Torres - bateria
- David Bryan - teclado, vocal de apoio

### Músico adicional
- Hugh McDonald - Baixo/Vocais

### Músicos convidados
- Big & Rich - vocais em "We Got It Going On"
- LeAnn Rimes - vocais em "Till We Ain't Strangers Anymore"
- Leonard Cohen - vocais em Hallelujah

## Gráfico
| Ano  | Posições | Posições | Posições | Posições | Posições | Posições | Posições | Posições | Posições | Posições | Posições | Posições | Posições | Posições |
| Ano  | US       | CAN      | UK       | GER      | SUI      | SWE      | NOR      | FIN      | AUT      | AUS      | NZ       | JPN      | EUR      | WW       |
| ---- | -------- | -------- | -------- | -------- | -------- | -------- | -------- | -------- | -------- | -------- | -------- | -------- | -------- | -------- |
| 2007 | 1        | 1        | 2        | 1        | 1        | 4        | 7        | 3        | 1        | 2        | 2        | 1        | 1        | 1        |

## Certificações
| Ano  | Certificações | Certificações | Certificações | Certificações | Certificações | Certificações | Certificações |
| Ano  | US            | CAN           | UK            | GER           | SUI           | AUS           | JPN           |
| ---- | ------------- | ------------- | ------------- | ------------- | ------------- | ------------- | ------------- |
| 2007 | Platina       | 3x Platina    | Ouro          | Platina       | Platina       | Ouro          | Platina       |